# Rhinoliparis barbulifer
Rhinoliparis barbulifer is een straalvinnige vissensoort uit de familie van slakdolven (Liparidae). De wetenschappelijke naam van de soort is voor het eerst geldig gepubliceerd in 1896 door Gilbert.